# 1778 w sztukach plastycznych
Wydarzenia w sztukach plastycznych i wizualnych w 1778 roku.

## Malarstwo

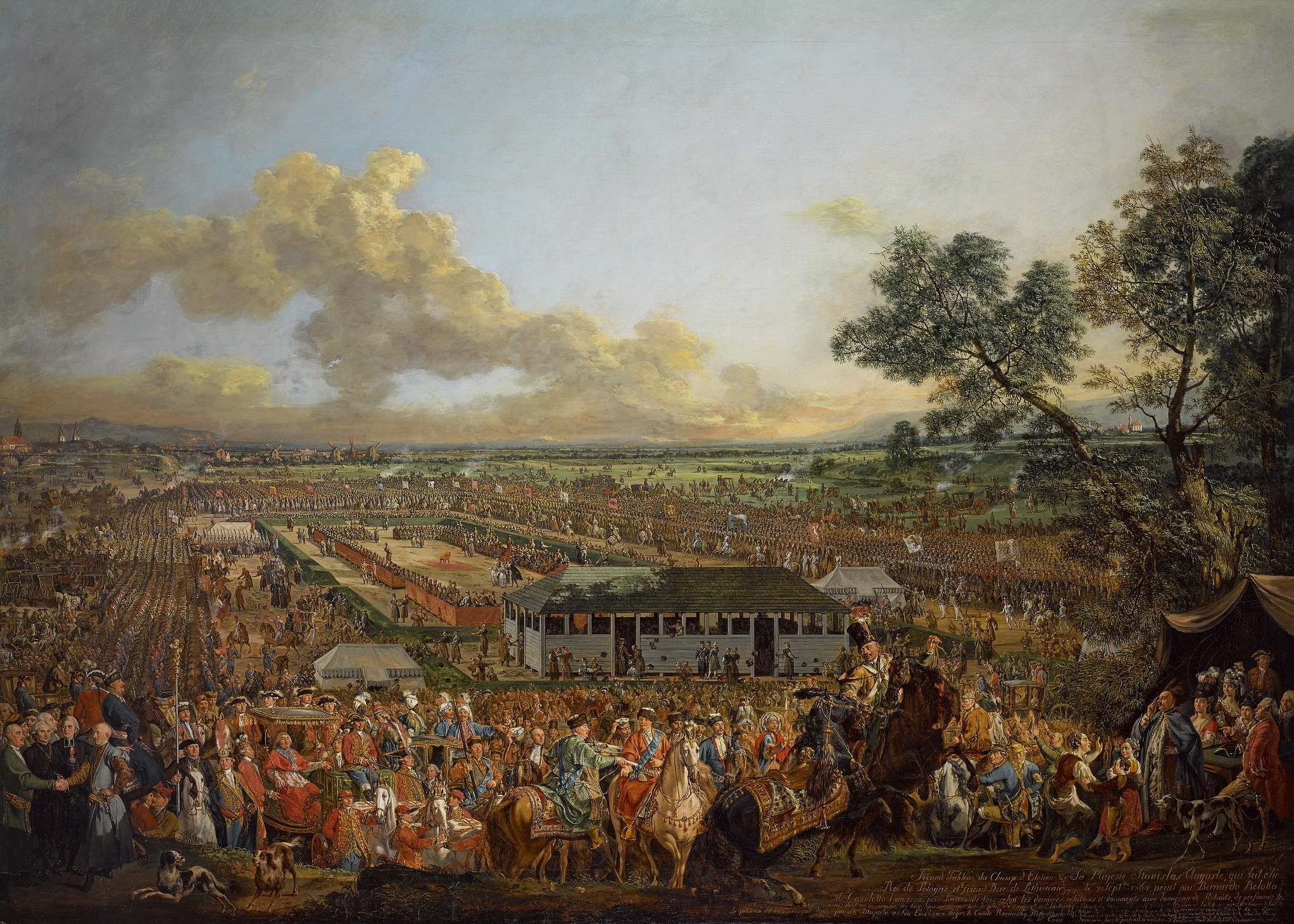
Bernardo Bellotto, Elekcja Stanisława Augusta

- Bernardo Bellotto

Elekcja Stanisława Augusta – olej na płótnie, 175 × 250 cm